# Peter Fellin
Peter Fellin (* 6. September 1920 in Revò im Nonstal; † 22. April 1999 in Meran) war ein italienischer Maler aus Südtirol.

## Leben
Peter Fellin wurde als 16. Kind geboren. Im Alter von drei Jahren wurde er Vollwaise und mit acht Jahren von seinem Onkel Jakob Fellin in Graz adoptiert. Von 1935 bis 1937 besuchte er die Gewerbeschule in Innsbruck im Fachbereich Dekorationsmalerei. Anschließend absolvierte er 1937/1938 als außerordentlicher Schüler die Meisterklasse für Freskomalerei an der Kunstgewerbeschule in Graz. Dort gehörten Rudolf Szyszkowitz, Alfred Wickenburg und Fritz Silberbauer zu seinen Lehrern. 1938/1939 war er Student an der Akademie der bildenden Künste bei Herbert Boeckl, wo er Selbstporträts zu malen begann.
Von 1942 bis 1945 leistete Fellin Kriegsdienst. Die Fronterfahrung im Zweiten Weltkrieg war eine prägende Zeit für ihn. Nach Entlassung aus der Kriegsgefangenschaft 1946 ließ er sich im Folgejahr in Meran als freischaffender Künstler nieder. Er heiratete Herta Huber, mit der er fünf Kinder hatte. Zu ihnen gehören die Maler Benedetto Fellin (* 1956) und Markus Fellin (* 1957).
Fellin war ab 1946 Mitglied des Südtiroler Künstlerbundes und erteilte dort von 1955 bis 1963 Mal- und Zeichenunterricht. 1954 gehörte er zu den Unterzeichnern des „Meraner Manifestes“, mit dem diese sich zur Moderne bekannten. 1959 veröffentlichte er das „Manifest zur II. Natur“, ein Plädoyer für die Abstrakte Kunst. Von 1978 bis 1985 betrieb er eine Galerie in Meran. 1999 starb er im Alter von 78 Jahren.

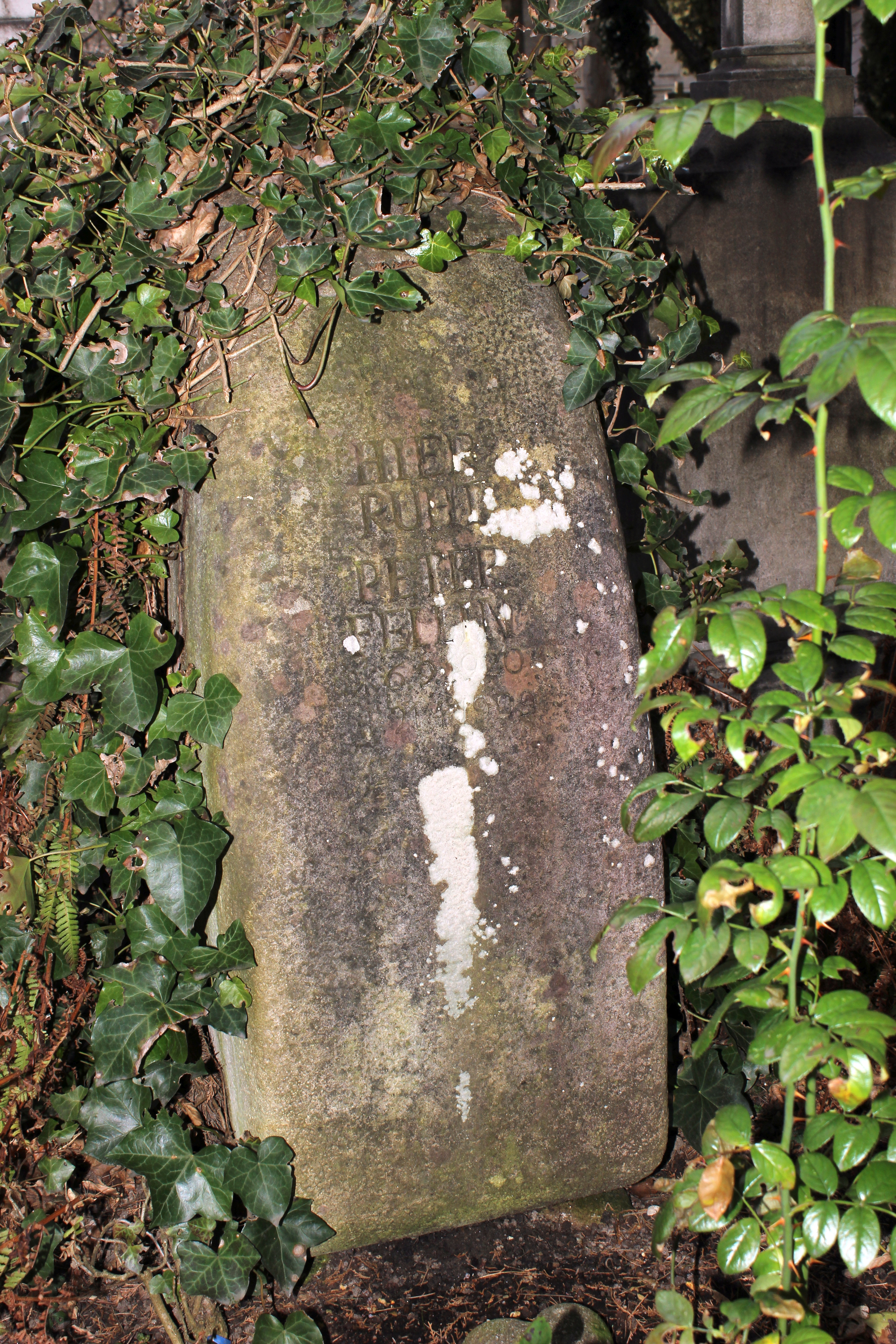
Grabstein von Peter Fellin auf dem Evangelischen Friedhof in Meran

1993 erschien ein von Traudi Messini gedrehter Dokumentarfilm, in dem der 70-jährige Peter Fellin über seine Kunstauffassung spricht. Er wurde 1999 mit dem Titel In memoriam: Peter Fellin. Ein Denker und seine Kunst im RAI Sender Bozen ausgestrahlt.

## Werk
Fellin realisierte seine Auftragsarbeiten (Wandgemälde, Altarbilder, Glasfenster und Porträts) in einem realistisch-expressiven Stil. Demgegenüber stehen seine persönlichen „Ideenbilder“, die eine Entwicklung hin zur Abstraktion zeigen. Von 1948 bis 1955 schuf er zuerst farbintensive expressive Bilder von Menschen und griff dann vorwiegend biblische Themen auf. In diesen Arbeiten, welche eine rudimentäre Zeichensprache aufweisen, setzte er sich mit expressionistischen und kubistischen Tendenzen auseinander. 1955 bis 1958 entstanden „Schreiber“, Bilder mit abstrakten schwarzen Zeichen auf weißem Hintergrund, als Symbole der Evangelisten. Diese entwickelte Fellin 1958 bis 1963 weiter zu „Schriftbildern“, in denen er Schrift und Musik zueinander in Beziehung setzte und sich damit dem abstrakten Expressionismus zuwandte. Diese können als sein Hauptwerk betrachtet werden. Ende der 1960er Jahre schloss sich eine Flächen-Raum-Periode an, in der er zur Monochromie zurückkehrte und eine Ausweitung zum dreidimensionalen Raum vollzog. Anfang der 1980er Jahre wandte er sich der Plastik zu und schuf an Landschaften der Vorzeit erinnernde Gipsstuck-Urformen. Das Werk seines letzten Lebensjahrzehnts umfasst sowohl Großplastiken als auch „Meditations“-Bilder, weiß-graue Zonen aus netzartigen Bleistiftstrichen.

## Werke (Auswahl)
Buchillustrationen
- Margaret Kraenzel: The Persian Donkey Bead. Yoseloff, London 1960.
- Priscilla Friedrich, Otto Friedrich: Noah Shark's Ark. Barnes, New York 1961.
- Gladys Relyea Saxon: 4 Proud Days. Yoseloff, London 1961.
- Bernice Frankel: The Seven Monkeys. Yoseloff, London 1962.

Wandgemälde

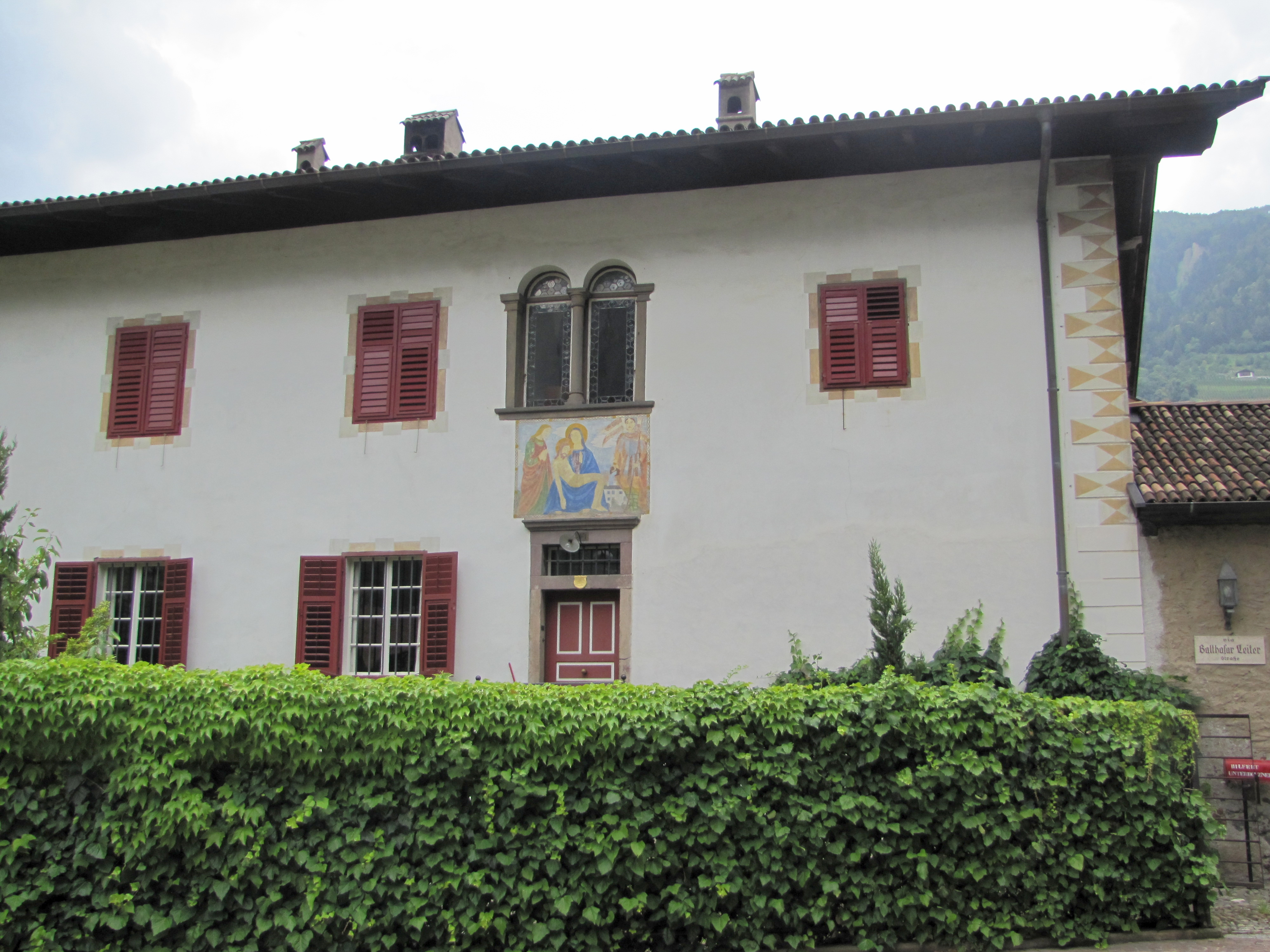
Fresko (Pietà) von Peter Fellin über dem Eingang zum Steinhuber in Algund

- Pietà zwischen Florian und Johannes Evangelist, über dem Eingang des denkmalgeschützten Wohnhauses Steinhuber in Algund[5]
- Pfarrkirche St. Walburg, Ulten, 1947
- Ansitz Aichberg, Eppan, 1950
- Josephinum, Oberplanitzing, 1950
- Seehotel, Reschen, um 1952
- Pfarrkirche Maria Himmelfahrt, Tisens, um 1952
- Kirche St. Georg, Obermais, um 1955
- Foyer des Landtagsgebäudes, Bozen, 1958
- Gemeindehaus, Kastelbell, 1958
- Kapelle Schülerheim St. Georg (auch Glasfenster), 1960
- Schulhaus, Kastelbell, 1961
- Haus K. Ladurner, Marling, 1970
- Volksbank, Meran, 1971
- 14 Kreuzwegstationen, Gratsch, 1986

Tafelbilder
- 15 Kreuzwegstationen, Neue Pfarrkirche Algund, 1960
- Hochaltarbild, Pfarrkirche Steinegg, Karneid, 1986[2]

Gemälde
- Selbstbildnis, Öl auf Leinwand, 1940, 20 × 20 cm, Museum Eccel Kreuzer
- Mutter mit Kind, Öl auf Leinwand, 1954, 61,5 × 31,5 cm, Museum Eccel Kreuzer
- H. Franziskus mit Vogel auf der Hand, Öl auf Holz, 1954, 57 × 21 cm, Museum Eccel Kreuzer
- Die vier Evangelisten, 1955, Öl auf Leinwand, 190 × 200 cm, Stiftung  Museion
- Die Schreiber, Öl auf Leinwand, 1956, 110 × 376 cm, Museum Eccel Kreuzer
- Beethoven, Aquarell, 1958, 16 × 27 cm, Museum Eccel Kreuzer
- Natur (Aufbruch rot-blau), Öl auf Leinwand, 1969, 150 × 125 cm, Museum Eccel Kreuzer

## Ausstellungen (Auswahl)
- 1984: Kunstpavillon Innsbruck, mit Hans Ebensperger
- 1990: Tiroler Landesmuseum
- 1998: Peter Fellin, Museum für Moderne Kunst, Bozen[6]
- 2010: F wie Fellin, über 100 Werke aus verschiedenen Schaffensperioden[7]
- 2020: Peter Fellin, „Meditationen“, Diözesanmuseum Brixen[8]

## Auszeichnungen
- 1992: Walther-von-der-Vogelweide-Preis
- 1997: Ehrenzeichen des Landes Tirol
- 1998: Komtur des Verdienstordens der Italienischen Republik